# توبین هیت

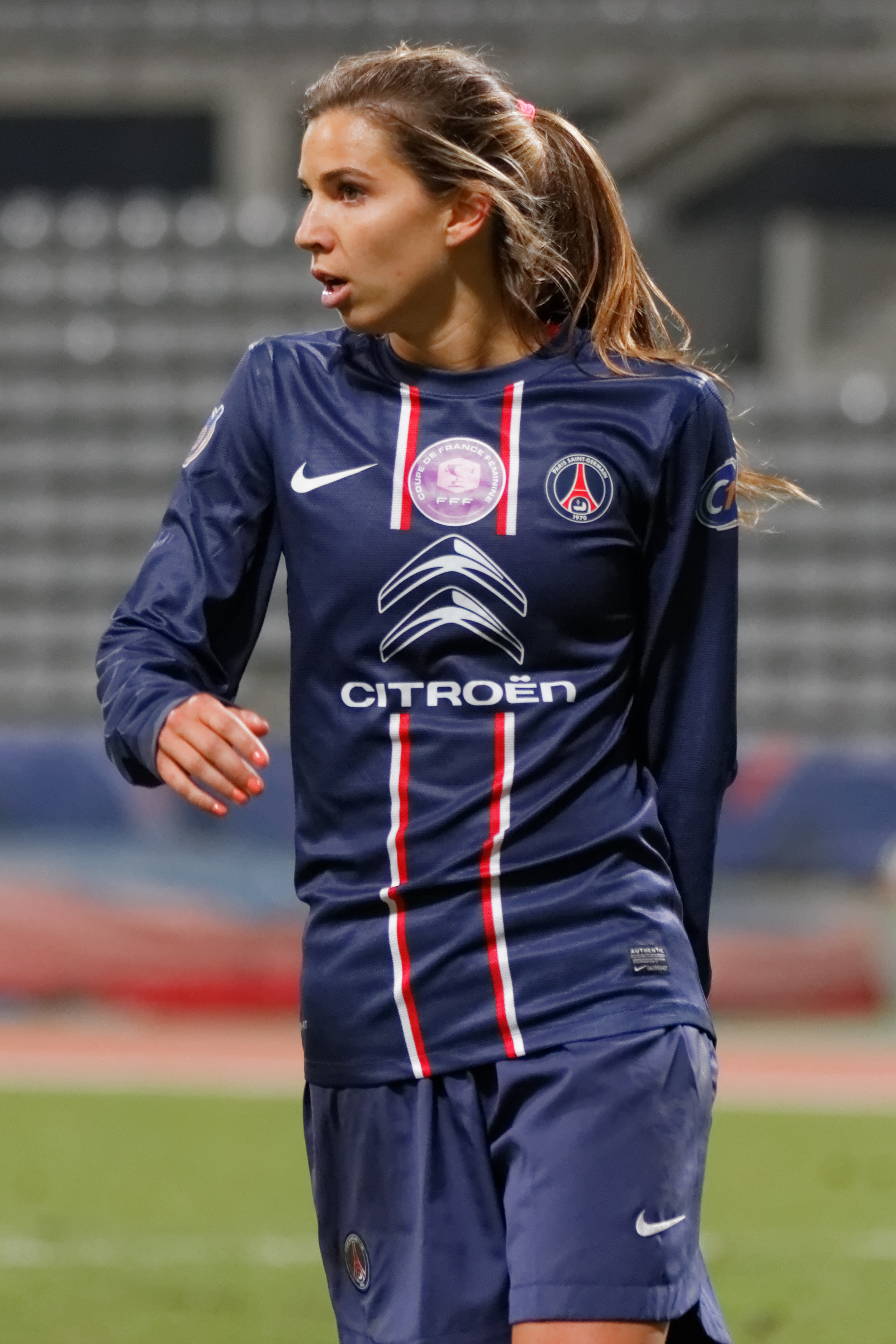

توبین پوول هیت (به انگلیسی: Tobin Powell Heath) (زاده ۲۹ می ۱۹۸۸ در نیوجرسی) بازیکن فوتبال و عضو تیم ملی فوتبال زنان ایالات متحده آمریکا است.
او در پست هافبک برای باشگاه فوتبال زنان منچستر یونایتد بازی می‌کند.